# Bandino Panciatici
Bandino Panciatici (Florença, 10 de julho de 1629 - Roma, 21 de abril de 1718) foi um cardeal italiano do século XVIII.

## Biografia
Nasceu em Florença em 10 de julho de 1629. De uma nobre família Pistoiana. Parente do Papa Clemente IX. Seu sobrenome também está listado como Panciatichi.
Estudou na Universidade de Pisa, onde se doutorou em direito.
Foi a Roma com seu parente, o cardeal Giulio Rospigliosi, futuro Papa Clemente IX. Exerceu advocacia com o famoso advogado Giambattista De Luca, futuro cardeal. Quando o Papa Clemente IX foi eleito, ele entrou no estado eclesiástico. Secondo colateraise da Cúria Romana, 1668, e logo depois, lugar-tenente do auditor da Câmara Reverenda Apostólica; renunciou durante o pontificado do Papa Clemente X para não quebrar os deveres da justiça (non mancare ai doveri della giustizia), e voltou para Florença. Chamado a Roma pelo Papa Inocêncio XI em 1678, foi nomeado secretário da SC da Visita Apostólica e do Estado dos Regulares. Secretário da SC dos Bispos e Regulares, 1686. Referendário dos Tribunais da Assinatura Apostólica da Justiça e da Graça. Prodatário de Sua Santidade, 7 de outubro de 1689. Preceptor do arqui-hospital de S. Spirito em Sassia, Roma.
Eleito patriarca titular de Jerusalém, com dispensa por ainda não ter recebido as sagradas ordens, em 14 de outubro de 1689. Consagrado em 21 de dezembro de 1689, na igreja de San Filippo Neri, Roma, pelo cardeal Gasparo Carpegna. Concedida dispensa para pontificar e usar o título de patriarca sem ainda ter recebido o pálio, 4 de janeiro de 1690. Assistente no Trono Pontifício, 25 de janeiro de 1690.
Criado cardeal-sacerdote no consistório de 13 de fevereiro de 1690; recebeu o chapéu vermelho em 16 de fevereiro de 1690; e o título de S. Tommaso em Parione em 10 de abril de 1690. Participou do conclave de 1691, que elegeu o Papa Inocêncio XII. Confirmado pró-datário pelo novo Papa Inocêncio XII, em 14 de julho de 1691. Optou pelo título de S. Pancrazio, em 8 de agosto de 1691. Camerlengo do Colégio dos Cardeais, de 1699 a 3 de fevereiro de 1700. Participou do conclave de 1700, que elegeu o Papa Clemente XI. Recusou, devido à idade avançada, a secretaria de Estado, oferecida pelo Papa Clemente XI. Prefeito da SC do Conselho Tridentino, 4 de dezembro de 1700 até sua morte. Optou pelo título de S. Prassede, a 19 de fevereiro de 1710.
Morreu em Roma em 21 de abril de 1718, às 21h30, em sua residência romana no Palazzo Bolognetti. Exposto e enterrado em frente ao altar-mor da igreja de S. Pancrazio, Roma. Mais tarde, transferido para Florença e enterrado no túmulo de sua família na igreja de S. Maria Novella.